# Académie valencienne de la langue

Logo de l'Académie.

Pour les articles homonymes, voir AVL.
L'Académie valencienne de la Langue (nom officiel Acadèmia Valenciana de la Llengua, AVL) est l'institution de la Généralité valencienne fondée en 1998 et chargée de déterminer et d'élaborer les normes linguistiques du valencien tout en prenant en compte les traditions lexicographique et littéraire, et la réalité linguistique propre au valencien. L'AVL s'appuie sur les Normes de Castellón.
Depuis octobre 2011, l'académie est présidée par l'historien valencien Ramon Ferrer Navarro, en remplacement d'Ascensió Figueres Górriz, qui l'avait dirigée depuis sa fondation.

## Création
La création de l’académie est la principale conséquence d'un pacte informel conclu entre le président de la Généralité de Catalogne et du parti catalaniste Convergència i Unió (CiU), Jordi Pujol, et le président du gouvernement espagnol et du Parti populaire (PP), José María Aznar. Lors du premier mandat d'Aznar, CiU apporta son soutien au PP au Congrès des députés où il ne disposait pas de la majorité absolue : Pujol conditionna son soutien à l'arrêt des attaques habituelles du PP valencien contre l'unité de la langue catalane,,.

## Compétences

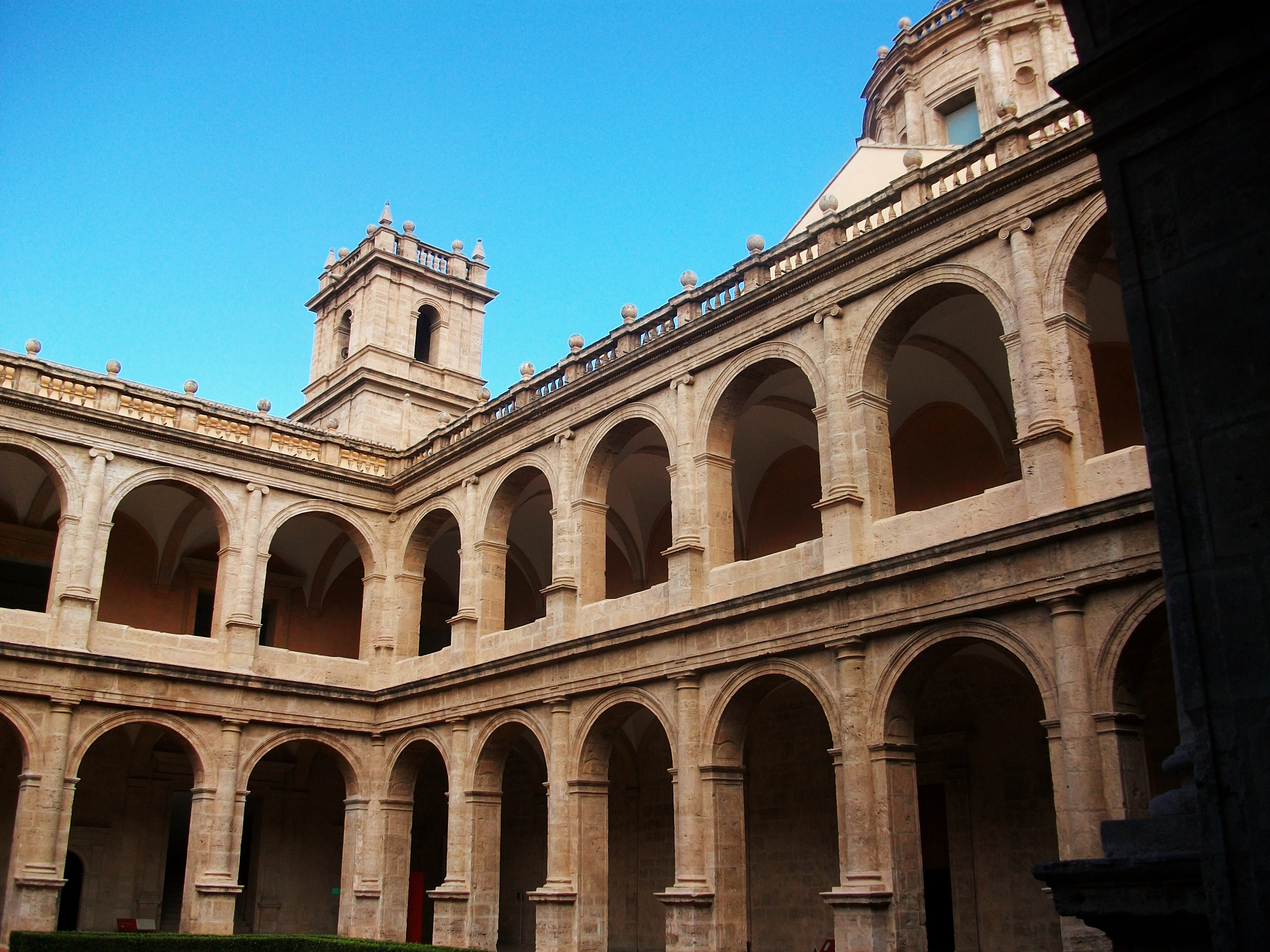
Monastère de Sant Miquel dels Reis, où l'Académie a son siège.

Les décisions de l'AVL doivent être suivies par toutes les institutions de la Généralité valencienne, les pouvoirs publics, les autres administrations publiques, le système éducatif, les moyens de communication, les entités, organismes et entreprises à caractère public ou financés par des fonds publics.
L'AVL a son siège dans la ville de Valence.
Compétences de l'AVL :
- Déterminer le standard officiel du valencien sous tous ses aspects.
- Fixer, sous demande de la Généralité valencienne, les formes linguistiquement correctes de la toponymie et de l'onomastique officielle de la Communauté valencienne pour leur homologation officielle.
- Émettre et diffuser des rapports ou des avis, et réaliser des études sur la réglementation et l'onomastique officielle valencienne, par initiative propre ou sous demande des institutions publiques de la Communauté valencienne.
- Veiller au "bon usage" du valencien et défendre sa dénomination et son entité.
- Renseigner sur l'adéquation aux règles linguistiques de l'AVL des textes ou productions audio-visuelles du Pays valencien émis par les institutions publiques ou qui exigent un agrément officiel.
- Élaborer et transmettre au Conseil de la Généralité valencienne et aux Corts valencianes un mémoire annuel où sont exposées les activités de l'AVL et où sont recueillies les observations et les conseils pertinents pour un « bon usage » du valencien quels qu'en soient les emplois.
- Compétences, dans le cadre de ses pouvoirs, octroyées par le président de la Généralité valencienne, les Cortes valenciennes ou le Gouvernement valencien.

## Fonctionnement
L'AVL est formée par vingt-cinq académiciens qui doivent réunir les conditions suivantes :
- Posséder la condition politique de Valencien.
- Être experts en valencien et jouissant d'une compétence scientifique et académique accréditée, ou être une personnalité remarquable des lettres ou de l'enseignement en matière de linguistique ou auteur d'une production reconnue dans le domaine du valencien ou de la culture valencienne.

Sur vingt-et-un académiciens, deux tiers au moins seront des experts en valencien jouissant d'une compétence scientifique et académique accréditée, selon des critères d'évaluation objective, et les autres seront des personnalités remarquables des lettres ou de l'enseignement possédant une compétence linguistique ou étant auteurs d'une production reconnue dans le domaine du valencien.
Quinze ans après la première élection des membres de l'Académie, l'AVL procédera, par cooptation des vingt et un membres, au renouvellement d'un tiers des académiciens. Les sept académiciens à remplacer seront désignés par tirage au sort.
Cinq ans après ce renouvellement on procédera, de la même manière, au renouvellement d'un tiers des élus de départ ou de leurs remplaçants. Le tiers restant sera renouvelé cinq ans après le deuxième renouvellement par le même procédé.
Tous les cinq ans, et suivant la même méthode, on procédera au renouvellement d'un tiers des académiciens qui auront complété la période de quinze ans.
En ce qui concerne le valencien et sa nature, l'AVL proclame que le valencien, langue historique et propre à Communauté Valencienne, fait partie du système linguistique que les statuts d'autonomie des territoires hispaniques de l'ancienne Couronne d'Aragon reconnaissent comme langue propre. Par cette affirmation, l'AVL reconnaît l'unité de la langue catalane.

## Publications
- (ca) Gramàtica normativa valenciana, Valence, Académie valencienne de la langue, septembre 2006 (réimpr. 2), 1re éd., 408 p. (ISBN 978-84-482-4422-4)